# Тренделенбургова операција
Тренделенбургова операција је хируршка процедура која се изводи циљу лечење проширених вена. То је јукстафеморална лигатура велике сафенозе вене са бутном (феморалном) веном.

## Процедура
Провцедура почиње косим резом у препонама, изнад бутне (феморалне) артерије и протеже се 4 цм пуз унутра (медијално). Велика сафенозе вена се открива и заједничка феморална) вена и субсарторијална вена се идентификују пре поделе. Вена се лигира (подвезује концем) близу споја са феморалном веном.

## Компликације
Ако је лигација дистална од сафенофеморалног споја, она неће уклониеи мале притоке које касније могу изазвати поновну појаву варикозитета. Поред тога, постоји ризик од формирања слепе петље, која може бити потенцијално место за стварање тромба.
Стопа рецидива код ове хируршке процедуре је висока.